# Дойч-Гриффен
Дойч-Гриффен (нем. Deutsch-Griffen) — коммуна (нем. Gemeinde) в Австрии, в федеральной земле Каринтия. 
Входит в состав округа Санкт-Файт.  Население составляет 981 человек (на 31 декабря 2005 года). Занимает площадь 71,41 км². Официальный код  —  2 05 03.

## Политическая ситуация
Бургомистр коммуны — Ханс Продингер (АПС) по результатам выборов 2003 года.
Совет представителей коммуны (нем. Gemeinderat) состоит из 15 мест.
- АПС занимает 8 мест.
- АНП занимает 4 места.
- СДПА занимает 3 места.